# Apiocera constrasta
Apiocera constrasta är en tvåvingeart som beskrevs av Paramonov 1953. Apiocera constrasta ingår i släktet Apiocera och familjen Apioceridae. Inga underarter finns listade i Catalogue of Life.